# San Donato Val di Comino
San Donato Val di Comino est une commune de la province de Frosinone, dans la région du Latium, dans le Sud de l'Italie.Le village a obtenu le label des Plus Beaux Bourgs d'Italie.
Entre Rome et Naples, à deux heures des deux, bien que plus proches de quelques kilomètres à peine de Naples. San Donato est une ville située en pleine montagne. Lorsqu'on l'a regarde de loin on s'aperçoit que ses maisons s'élèvent peu à peu pour former une sorte de pointe à la fin. On peut accéder à de nombreuses terres en descendant et à la forêt en montant tout en haut. (Cependant les marches à franchir sont nombreuses et épuisante).

## Histoire
La date de la construction de cette ville n'est pas connue exactement, mais l'on considère qu'il s'agit d'un abbé de Chiaravalle qui en est l'auteur. 
L'étymologie de la ville vient d'un évêque nommé San Donato d'Arezzo, qui dans sa vie fut hautement aimé et estimé. Il eut également un rôle historique et non des moindres après les cinq jours de Milan  soit 18 – 22 mars 1848, car c’est à cet endroit même que fut signé, après le 4 août 1848, l’armistice entre les Autrichiens et les Piémontais, mettant ainsi fin à la première guerre d’indépendance.

## Administration
| Période                                  | Période | Identité | Étiquette | Qualité |
| ---------------------------------------- | ------- | -------- | --------- | ------- |
|                                          |         |          |           |         |
| Les données manquantes sont à compléter. |         |          |           |         |

### Communes limitrophes
Alvito, Gallinaro, Opi, Pescasseroli, Settefrati